# Saprudnja
Saprudnja (russisch Запрудня) ist eine Siedlung städtischen Typs in der Oblast Moskau in Russland. Sie gehörte bis zum 8. Juni 2018 zum Rajon (Landkreis) Taldom und hatte 12.855 Einwohner (Stand 14. Oktober 2010). Mittlerweile ist die Siedlung Teil vom Stadtkreis Taldom.

## Geographie
Saprudnja liegt im nördlichen Teil der Oblast am Moskau-Wolga-Kanal und ist knapp 100 Kilometer von Moskau entfernt. Das Rajonzentrum Taldom liegt 20 km nördlich, die Stadt Dmitrow 24 km südlich von Saprudnja. Rund 20 km westlich von Saprudnja verläuft die Verwaltungsgrenze zur Oblast Twer.

## Geschichte

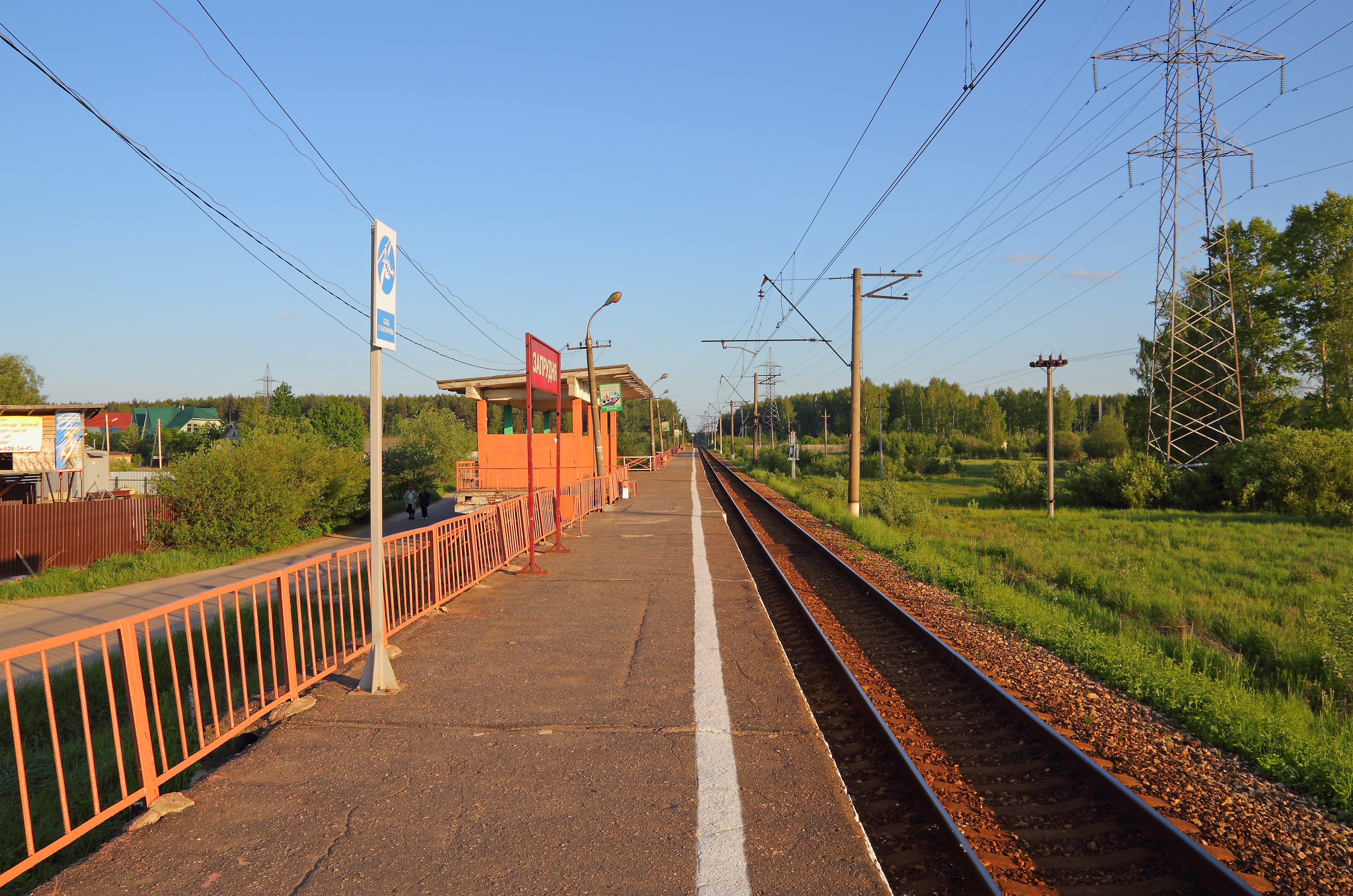
Bahnhaltepunkt Saprudnja

Saprudnja ging aus dem ehemaligen Dorf Gari hervor, das erstmals in einer Urkunde des Jahres 1506 erwähnt wurde. Die nächste Erwähnung erfolgte 1627, und aus ihr folgte, dass Zar Wassili IV. die Ortschaft 1610 einem gewissen Nikifor Leontjew für dessen Verdienste in der Zeit der sogenannten Smuta geschenkt hatte.
Noch bis ins 18. Jahrhundert hinein gehörte Gari den Nachfahren Leontjews. Danach wechselte es mehrmals den Besitzer, blieb jedoch wirtschaftlich bedeutungslos. Dies änderte sich erst 1860, als hier ein Glaswerk aufgebaut wurde, das lange Zeit zu den größten seiner Art in der Moskauer Gegend zählte.
1932 entstand die heutige Siedlung durch Vereinigung des Ortes Gari mit umliegenden Dörfern. Eines davon hieß Saprudnaja, wörtlich also „hinter dem Teich“, und gab der Siedlung somit ihren heutigen Namen. Ab den 1950er-Jahren wurden in Saprudnja neue Wohnviertel nach dem Vorbild von Städten aufgebaut; um 1960 war bereits die Einwohnerzahl von 10.000 erreicht.

### Bevölkerungsentwicklung
| Jahr | Einwohner |
| ---- | --------- |
| 1926 | 543       |
| 1939 | 5.695     |
| 1959 | 9.458     |
| 1970 | 12.761    |
| 1979 | 14.385    |
| 1989 | 14.457    |
| 2002 | 12.621    |
| 2010 | 12.855    |

Anmerkung: Volkszählungsdaten

## Wirtschaft und Verkehr
Das Glaswerk von Saprudnja ist bis heute bekannt und überlebte auch den wirtschaftlichen Niedergang der 1990er-Jahre.
Das Ortsgebiet von Saprudnja ist durch den Moskau-Wolga-Kanal zweigeteilt. Die Ortsteile an dessen linkem Ufer verfügen über eine eigene Eisenbahnanbindung mit dem Haltepunkt Saprudnja an der Stichstrecke Werbilki–Dubna. Der Ortskern befindet sich allerdings am rechten Kanalufer.